# Ryszard Trzeciak
Ryszard Trzeciak (ur. 17 czerwca 1957 w Świdnicy) – polski polityk, poseł na Sejm PRL IX kadencji.

## Życiorys
W 1977 skończył Technikum Mechaniczne im. Mikołaja Kopernika w Świdnicy i został ślusarzem narzędziowym w tamtejszych Zakładach Wytwórczych Aparatury Precyzyjnej „Mera-Pafal”. Był członkiem Rady Młodzieży Robotniczej ZG ZSMP. W 1981 wstąpił do NSZZ „Solidarność”, a w 1984 do NSZZ Pracowników ZWAP „Mera-Pafal”. W latach 1985–1989 pełnił mandat posła na Sejm PRL w okręgu Wałbrzych jako bezpartyjny, zasiadając w Komisji Spraw Samorządowych.